# Compagnie des chemins de fer de Paris à Lyon et à la Méditerranée

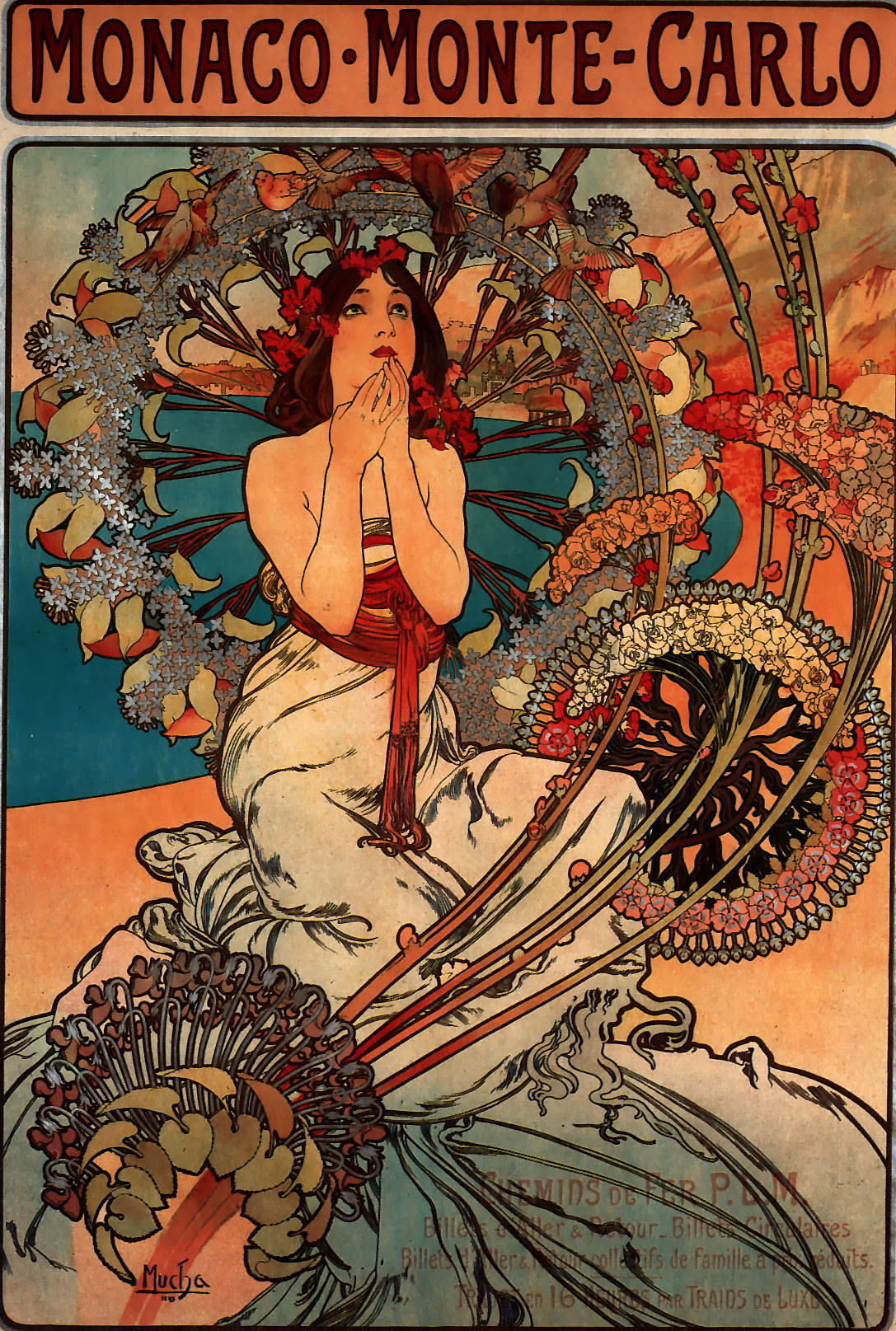
Anzeige von Alfons Mucha von 1897

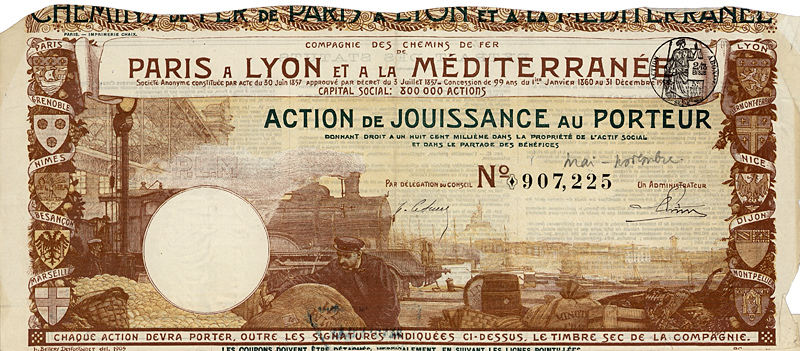
Action de Jouissance der Cie. des Chemins de Fer de Paris a Lyon et a la Mediterrannee von 1908

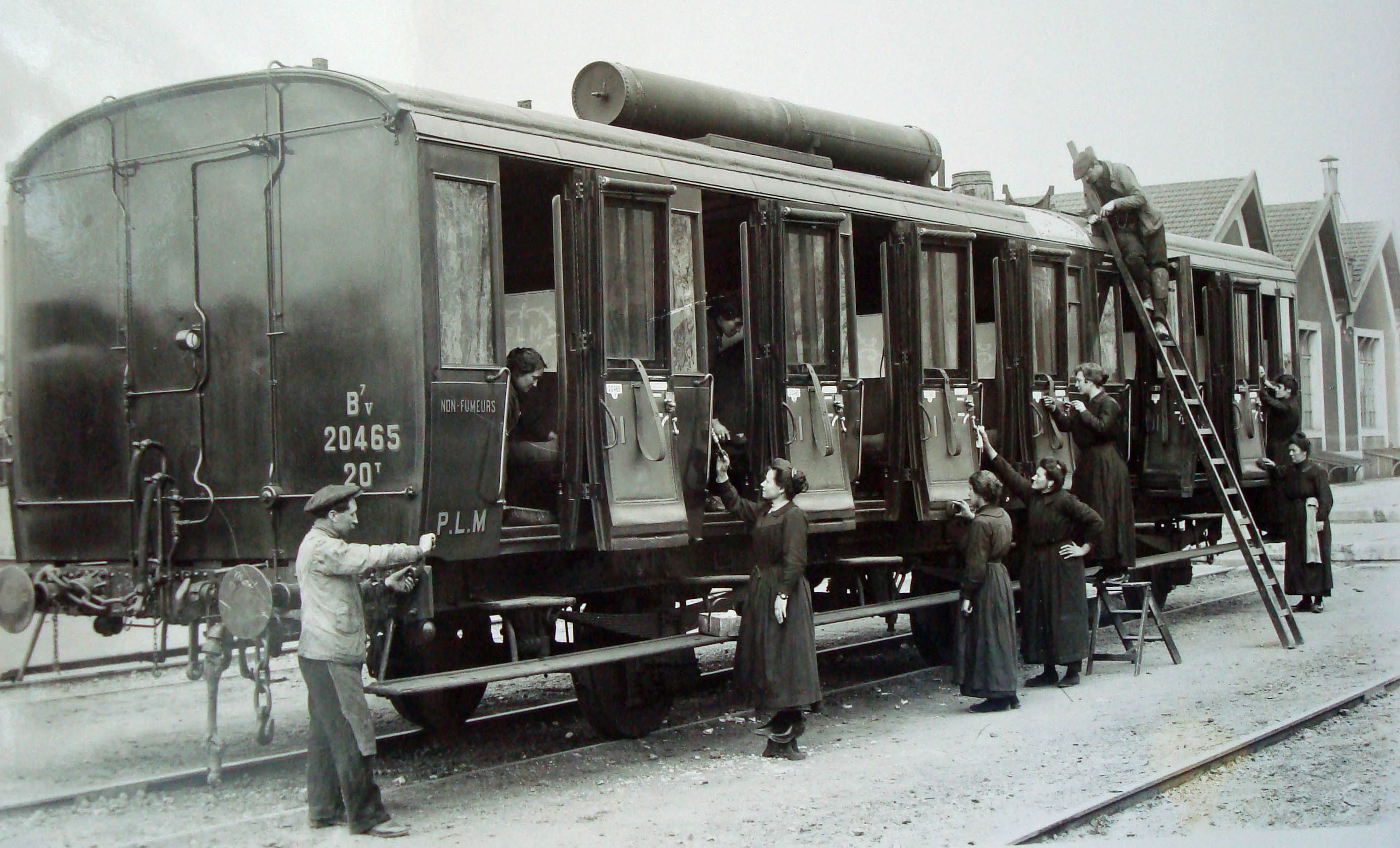
Abteilwagen der (alten) 2. Klasse der PLM. Auf dem Dach ein Gasbehälter für die Beleuchtung.

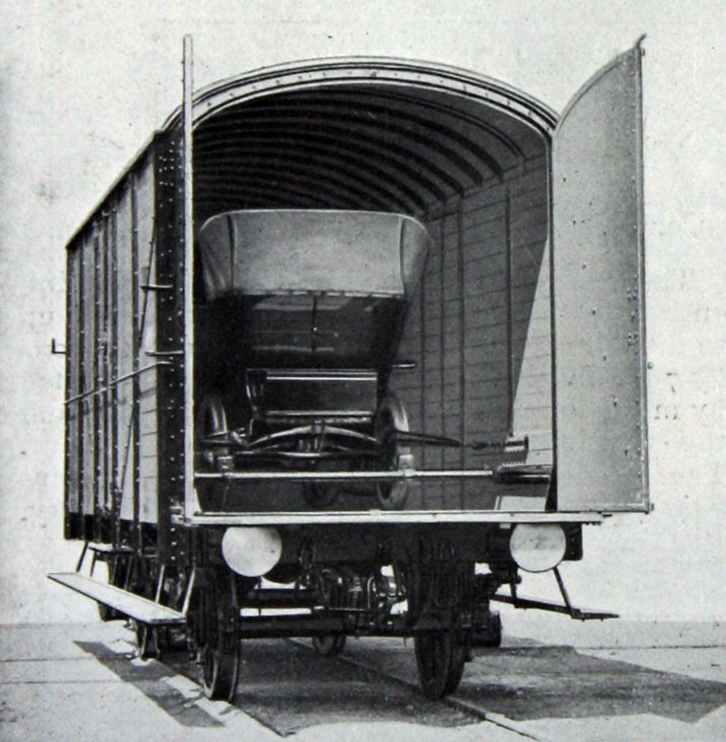
Autotransportwagen der Baureihe FH 3691–3800 der PLM

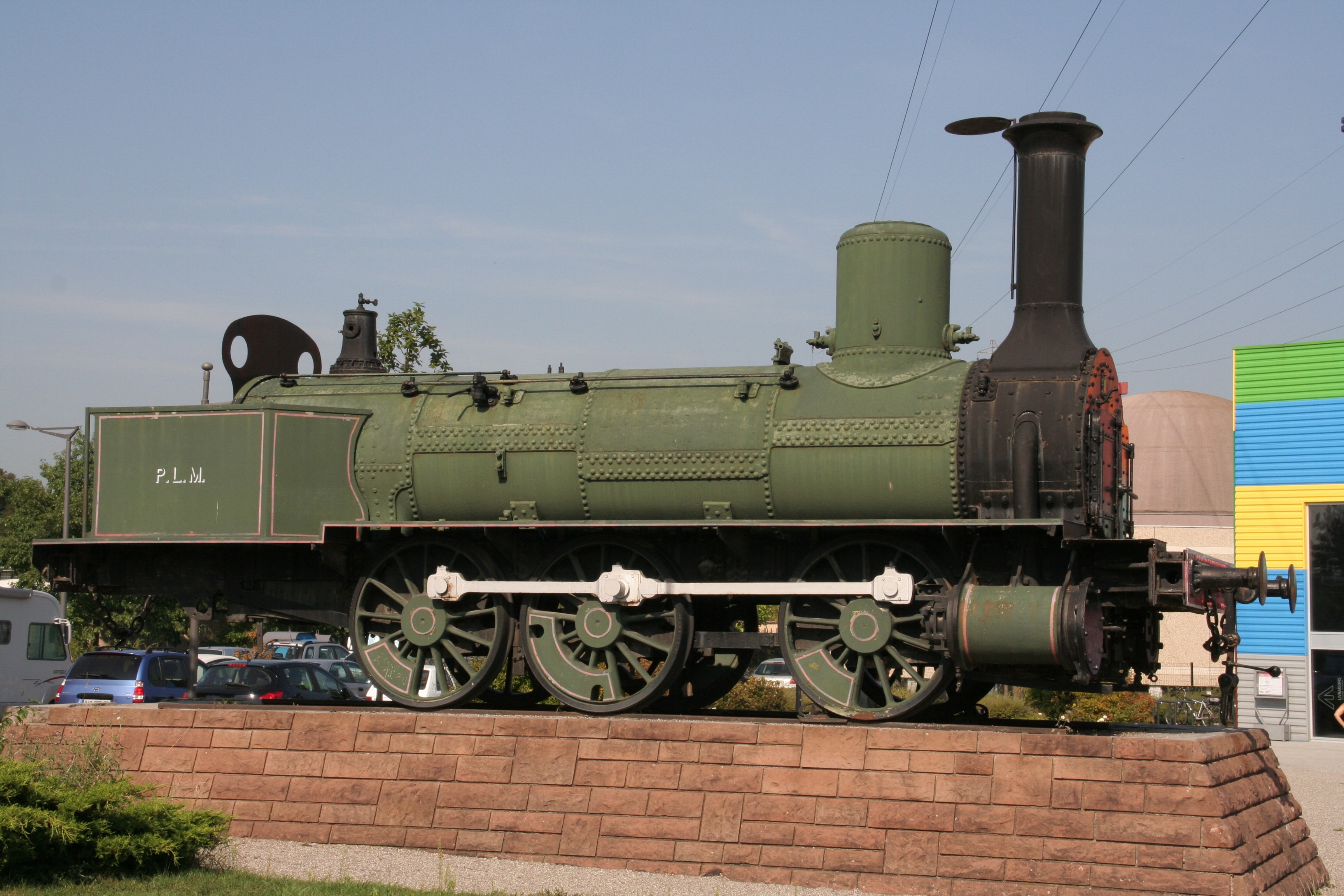
Lokomotive der PLM

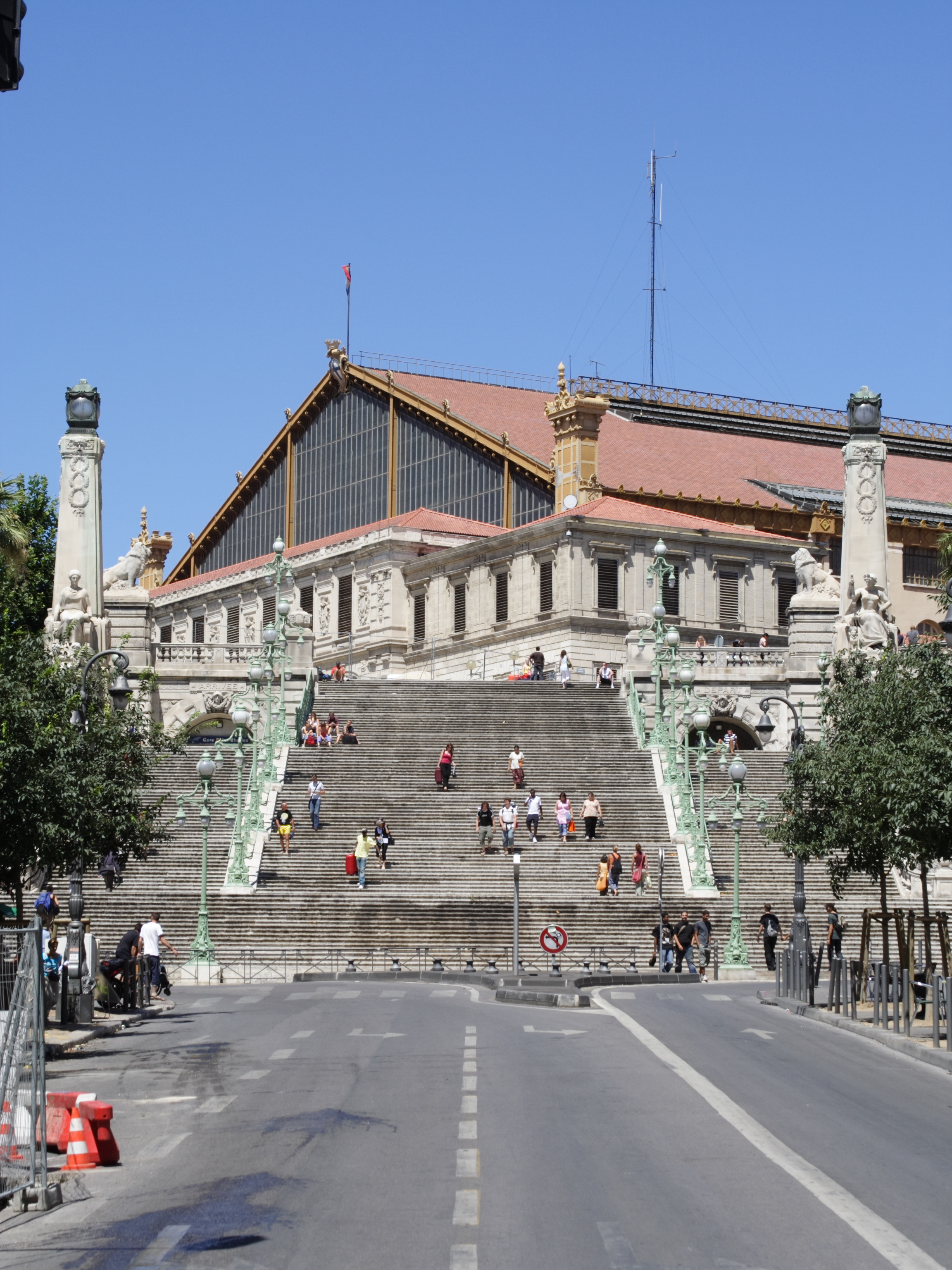
Bahnhof Marseille-Saint-Charles

Die Compagnie des Chemins de fer de Paris à Lyon et à la Méditerranée (PLM) oder auch kurz als Paris-Lyon-Méditerranée bezeichnet, bestand von 1857 bis 1938. Sie wuchs zur größten Privatbahn Frankreichs.

## Geografische Lage
Die PLM betrieb Eisenbahnstrecken im Südosten Frankreichs, zwischen Paris und Lyon, im Stromgebiet der Rhône, in der Provence und an der Côte d’Azur. Ihre Strecken reichten bis in die Schweiz (Genf) und nach Italien (Ventimiglia). Sie hatte ihren Firmensitz in Paris. Ihr zentraler Pariser Bahnhof war der Gare de Lyon, im Süden bediente sie Nobelbäder wie Cannes, Nizza und Monaco.

## Geschichte

### Vorläufergesellschaften
Zwischen 1843 und 1856 wurden von mehreren Unternehmen Eisenbahnstrecken zwischen Paris, Lyon und Marseille gebaut und betrieben. Diese Einzelgesellschaften fusionierten zunächst zu zwei größeren Gesellschaften, der Compagnie du chemin de fer de Lyon à la Méditerranée (LM) und der Compagnie du chemin de fer de Paris à Lyon (PL).
Die LM vereinigte sich 1854 mit der Eisenbahn Dijon-Besançon-Belfort. 1855 schlossen die PL, die Chemin de fer de Paris à Orléans (P.O.) und die Compagnie du chemin de fer Grand-Central de France einen Vertrag zum Bau einer Eisenbahn von Paris nach Lyon über Nevers, Roanne, St. Etienne und Givors nebst Abzweigungen. 1856 wurde der PL die Konzession für eine Strecke von Dole nach Salins-les-Bains übertragen.

### PLM bis zum Ersten Weltkrieg
Am 11. April 1857 wurden die PL und LM zur PLM fusioniert. Erster Generaldirektor war von 1862 bis 1882 Paulin Talabot. Mit Verträgen von 1858 und 1859 zwischen der PLM und dem Staat wurde das Netz der PLM in ein altes (ohne Zinsgarantien) und in ein neues (mit Zinsgarantien) eingeteilt und die Vereinigung mit der Compagnie des chemins de fer du Dauphiné bestätigt. Das alte Netz bildeten die vor der Fusion vom 11. April 1857 erworbenen Linien, das neue Netz umfasste die nach 1857 erworbenen und neu konzessionierte Linien. Für das neue Netz garantierte der Staat für 50 Jahre eine 4%ige Verzinsung und Tilgung des aufgewendeten Kapitals.
Ab 1863 griff die PLM über Europa hinaus: Die algerische Compagnie des chemins de fer algériens (CFA) war in wirtschaftliche Schwierigkeiten geraten und wurde von der PLM übernommen. Das schloss eine normalspurige Strecke von Algier nach Blida und Konzessionen für die Bahnstrecke Oran–Sig und die Bahnstrecke Constantine–Skikda ein. Die PLM betrieb ihre in Algerien gelegenen Strecken unter der Bezeichnung PLM réseau d’Algérie. Die Verlängerungen der Strecke von Blida nach Oran und Sig (damals: St. Denis du Sig) und von der Hafenstadt Skikda (damals: Philippeville) nach Constantine, insgesamt 506 km, wurden in weniger als 10 Jahren gebaut.
Nachdem der König von Sardinien, Viktor Emanuel II., im Zuge des Risorgimento durch französische Unterstützung König von Italien geworden war, trat er am 24. März 1860 im Vertrag von Turin Savoyen und die Grafschaft Nizza an das Französische Kaiserreich ab. 1867 kaufte die PLM dann die auf nun französischem Gebiet gelegenen Strecken der italienischen Società per le Strade Ferrate Calabro-Sicule (ehemals: Società Vittorio Emanuele), insbesondere die noch im Bau befindliche Mont-Cenis-Bahn.
1867 kaufte die PLM die Strecken Culoz–Aix-les-Bains und Chambery–Modane, 1868 und 1875 erhielt die PLM zahlreiche neue Konzessionen, 1875 allein für 20 Strecken. 1883 wurde der PLM die Konzession für weitere 1400 km gewährt, und für 600 km in Aussicht gestellt.
1899 war die PLM im Besitz von 2624 Dampflokomotiven, 5837 Personen- und 87 320 Güterwagen.
Da die PLM im Süden Nobelbäder wie Cannes und Nizza bediente, war sie ein wichtiger Teil der Reise reicher britischer Touristen ans Mittelmeer. Für diese Klientel wurde ein entsprechendes Angebot mit dem Luxuszug Calais-Mediterranée Express (Train Bleu, englisch: Blue Train) der Compagnie Internationale des Wagons-Lits (CIWL) gefahren. Der Zug verkehrte von 1886 bis 1939 und von 1947 bis 2007 zwischen Calais, Paris und der französisch-italienischen Riviera. Seinen Namen verdankte er der dunkelblauen Farbe der seit 1922 von der CIWL erstmals beschafften Schlafwagen aus Stahl. 1896 ließ die PLM ein neues Empfangsgebäude für den Pariser Gare de Lyon durch den Architekten Marius Toudoire im Hinblick auf die Weltausstellung von 1900 errichten. Dessen Eckturm weist architektonische Anklänge an den Big Ben in London auf, ein Gruß an diese zahlungskräftige Klientel.
Die Garantieverpflichtung des Staates gegenüber den Aktionären der PLM erlosch Ende 1914 mit einer letzten Zahlung des Staates in Höhe von 32 Mio. Francs.

### Netzumfang 1912
| Netze in Frankreich                                                                    | Streckenlänge km |
| -------------------------------------------------------------------------------------- | ---------------- |
| altes Netz («ancien Réseau »)                                                          | 5779             |
| Netz von 1883 (« Réseau de 1883 »)                                                     | 2005             |
| neues Netz („nouveau Réseau“, auf Grund der Konvention von 1875 und früherer Verträge) | 1798             |
| Gesamt                                                                                 | 9582             |

| Linien im Ausland                                                                          | Streckenlänge km |
| ------------------------------------------------------------------------------------------ | ---------------- |
| La Plaine-Genève (Schweiz)                                                                 | 15               |
| Lignes non incorporées (Grenze-Ventimiglia, alter Hafen-Marseille, Grenze-Genf-Eaux-Vives) | 14               |
| Algerisches Netz                                                                           | 513              |

Im Jahre 1912 waren dies insgesamt 10.124 km.

### PLM nach dem Ersten Weltkrieg

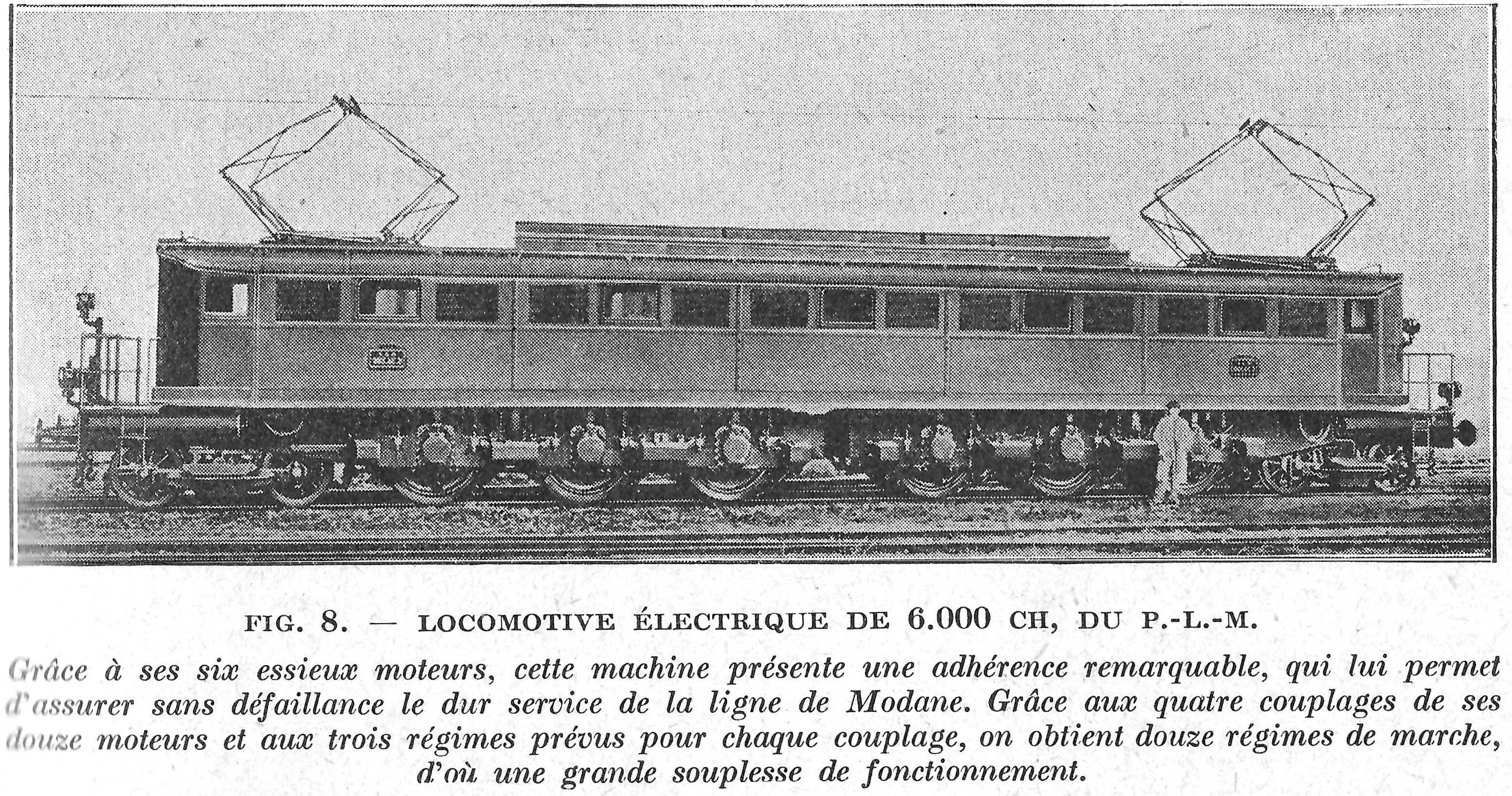
Elektrische 6.000 PS-Lokomotive, 1932

Der Umfang des Verkehrs der PLM sank 1928 wieder auf den Stand vor dem Ersten Weltkrieg. 1929 war das Netz auf 11.120 km angewachsen.
Die PLM bestellte Anfang der zwanziger Jahre neues Material, Anfang der 1930er Jahre wurde die Bahnstrecke Chambery–St. Modane und weiter in Richtung des Mont-Cenis-Tunnels elektrifiziert sowie die Bahnstrecke Paris–Lyon ausgebaut. 1935 erfolgte der Übergang zum automatischen Streckenblock, Versuche mit Triebwagen, stromlinienförmigen Dampflokomotiven und großen Diesellokomotiven.

### Verstaatlichung
Die PLM wurde 1938 in die neu gegründete Staatsbahn Société nationale des chemins de fer français (SNCF) integriert. Dort bildete sie die Region 5.

## Reederei
Zur eigenen Reederei der Compagnie Paris-Lyon-Méditerranée: Société nationale d’Affrètement